# Ефтим Бабамов
Ефтим (Тимо) Бабамов е български революционер, деец на Вътрешната македоно-одринска революционна организация.

## Биография
Ефтим Бабамов е роден в град Струмица, тогава в Османската империя. Присъединява се към ВМОРО. В 1906 година е член на Струмишкия окръжен революционен комитет.